# Psylla fuegensis
Psylla fuegensis är en insektsart som beskrevs av Lizer 1955. Psylla fuegensis ingår i släktet Psylla och familjen rundbladloppor. Inga underarter finns listade i Catalogue of Life.